# 長洲官立中學
長洲官立中學（英語：Cheung Chau Government Secondary School，簡稱CCGSS、長洲官中或長官），位於長洲，是香港一所官立中文中學，由美國華僑吳頌堯倡議政府在長洲開辦的一所初級學校，同年7月經港府批准，成立長洲官立學校，後在1961年轉制為五年制文法中學，易名為長洲官立中學。

## 歷任校長
- 陳麗光先生（1908年–1911年）
- 陸立賢先生（1911年–1923年）
- 林伯圖先生（1923年–1927年）
- 韓球豐先生（1927年–1932年）
- 張經伯先生（1932年–1950年）
- 蘇柏燧先生（1950年–1959年）
- 譚恩慶先生（1959年–1966年）
- 洪文憲先生（1966年–1977年）
- 曾登保先生（1977年–1979年1月）
- 陳張寶珠女土（1979年2月–1979年8月）
- 劉志遠先生（1979年–1985年）
- 徐緣發先生（1985年–1986年）
- 葉德滋先生（1986年–1988年）
- 陳何嘉樂女士（1988年–1990年）
- 楊志雄先生（1990年–1993年）
- 王燕振先生（1993年–1994年）
- 陳梁慕清女士（1994年–1995年）
- 廖湛源先生（1995年9月–1995年12月）
- 陳張寶珠女士（1996年1月–1996年8月）
- 陳呂令意女士（1996年–1997年）
- 古澤芬先生（1997年–1999年）
- 雷其昌先生（1999年–2001年）
- 姚世明先生（2001年–2004年）
- 羅蔡妍芳女士（2004年–2005年）
- 何式音女士（2005年–2007年）
- 鈕金霖先生（2007年–2008年）
- 梁達衡先生（2008年–2010年）
- 黃廣榮先生（2010年–2012年）
- 陸施燕燕女士（2012年–2014年）
- 江奕昌先生（2014年–2015年）
- 嚴淑貞女士（2015年–2017年）
- 陳耀明先生（2017年–2019年）
- 虞忠正先生（2019年–2020年）
- 王徽女士（2020年–2021年）
- 胡麗蘊女士（2021年–2022年）
- 蔡鳳雯女士（2022年–2023年）
- 劉敏詩女士（2023年–2024年）
- 黃國強先生（2024年–2025年），調任至新界鄉議局大埔區中學。

## 歷史
創校初期以大新街18號更練館作校舍。直至1928年，紅磚屋校舍在現址（長洲學校路5B）落成啟用，並由時任教育司活雅倫主持啟鑰儀式。1961年取消小學部及開設中學會考課程，並正名為長洲官立中學。紅磚屋校舍在二次大戰期間曾為日軍軍部，現列為二級歷史建築及是現存六幢戰前官立學校校舍之一。

## 著名校友
- 李麗珊，BBS，MBE，MH：前香港滑浪風帆運動員，1996年美國亞特蘭大奧運會金牌得主
- 梁乃鵬，GBS，OBE，JP（1950年小五至1952年小六）：香港中文大學校董會主席及前電視廣播有限公司行政主席[2]
- 何麗全：星夢娛樂行政總裁（1973年中五）
- 莊棣華：魚類學專家及香港魚類學會主席[3]
- 文世昌（1956年小六）：前香港立法局議員[4]
- 陸施燕燕：前長洲官立中學校長[5]
- 陳子鈞：前香港市政局議員及香港基本法諮詢委員會委員[6]